# 2009 في المملكة المتحدة
فيما يلي قوائم الأحداث التي وقعت خلال عام 2009 في المملكة المتحدة.

## سياسة

### تعيين في المنصب
- 1 يناير – آلان شقر Enterprise Champion [الإنجليزية]‏،عضو مجلس اللوردات.
- 19 يناير – تيريزا ماي وزير الدولة لشؤون العمل والمعاشات [الإنجليزية]‏، وزير دولة - ظل - للعمل والمعاشات [الإنجليزية]‏.
- 5 يونيو – ألان جونسون وزير الدولة للشؤون الداخلية [الإنجليزية]‏.
- 5 يونيو – جون دينام Secretary of State for Housing, Communities and Local Government [الإنجليزية]‏.

### انتهاء فترة المنصب
- 19 يناير – تيريزا ماي زعيم ظل مجلس العموم [الإنجليزية]‏.
- 5 يونيو – ألان جونسون Secretary of State for Health and Social Care [الإنجليزية]‏.
- 5 يونيو – جاكي سميث وزير الدولة للشؤون الداخلية [الإنجليزية]‏.
- 5 يونيو – جون دينام Secretary of State for Innovation, Universities and Skills [الإنجليزية]‏.
- 5 يونيو – جون هاتون وزير الدفاع [الإنجليزية]‏.
- 8 يونيو – صادق خان Minister of State for Communities and Local Government [الإنجليزية]‏.

## رياضة
- 1 يناير – بطولة ويمبلدون 2009
- 21 يونيو – جائزة بريطانيا الكبرى 2009 الفائز سباستيان فيتل.

## ظهور
- 1 يناير – ذا وونتيد

## أفلام
من الأفلام التي صدرت هذه السنة في المملكة المتحدة:
- 1 يناير – أميليا من إخراج ميرا ناير.
- 1 يناير – الأرض من إخراج ألاستيير فوثرغل، Mark Linfield [الإنجليزية]‏.
- 1 يناير – الدوقة من إخراج Saul Dibb [الإنجليزية]‏.
- 1 يناير – الدولي من إخراج توم تيكوير.
- 1 يناير – الرجال الذين يحدقون في الماعز من إخراج جرانت هيسلوف.
- 1 يناير – الصبي في البيجامة المخططة من إخراج ديفيد هيمان، مارك هيرمان.
- 1 يناير – العظام المحبوبة من إخراج بيتر جاكسون.
- 1 يناير – المعرفة من إخراج أليكس بروياس.
- 1 يناير – باندورم من إخراج Christian Alvart [الإنجليزية]‏.
- 1 يناير – جوع من إخراج ستيف ماكوين.
- 1 يناير – حوض سمك من إخراج اندريا أرنولد.
- 1 يناير – حيث تكون الأشياء البرية من إخراج سبايك جونز.
- 1 يناير – سليمان كين من إخراج M. J. Bassett [الإنجليزية]‏.
- 1 يناير – على حافة الحب من إخراج John Maybury [الإنجليزية]‏.
- 1 يناير – ناقل 3 من إخراج Olivier Megaton [الإنجليزية]‏.
- 1 يناير – هدف 3 من إخراج Andy Morahan [الإنجليزية]‏.
- 18 يناير – التعليم من إخراج Lone Scherfig [الإنجليزية]‏.
- 23 يناير – قمر من إخراج دنكان جونز.
- 23 فبراير – أمير جوتلاند من إخراج غابرييل أكسل.
- 6 مارس – فيكتوريا الصغيرة من إخراج جين-مارك فالي.
- 21 مايو – تيرميناتور: الخلاص من إخراج ماك جي.
- 8 يونيو – هاتشي: حكاية كلب من إخراج لاسي هالستروم.
- 6 يوليو – هاري بوتر والأمير الهجين من إخراج دايفيد ييتس.
- 30 أغسطس – مليونير متشرد من إخراج لافلين تاندن [الإنجليزية]‏، داني بويل.
- 8 سبتمبر – الصبي أ من إخراج جون كرولي (مخرج أفلام).
- 9 أكتوبر – وقت القاهرة من إخراج ربا ندا.
- 15 أكتوبر – فروست ونيكسون من إخراج رون هاوارد.
- 15 ديسمبر – الطريق الثوري من إخراج سام ميندز.
- 17 ديسمبر – أفاتار من إخراج جيمس كاميرون.
- 24 ديسمبر – شرلوك هولمز من إخراج غاي ريتشي.

## برامج ومسلسلات وأنمي
- ذا آي تي كراود
- الخروف شون
- ميرلين
- ثانوية الاستخبارات
- مغامرات سارة جين
- دكتور مارتن
- كونك إنسان
- أجاثا كريستي بوارو

## موسيقى

### أغاني
من الأغاني التي صدرت هذه السنة في المملكة المتحدة:
- 14 ديسمبر – التسلق من غناء Joe McElderry [الإنجليزية]‏.

## كتب
من الكتب التي صدرت هذه السنة في المملكة المتحدة:
- 19 مايو – بحث جورج عن الكنز الكوني من تأليف لوسي هوكينغ، ستيفن هوكينج.
- 11 ديسمبر – الذكاء الصناعي: مقاربة حديثة من تأليف ستيوارت راسل.

## وفيات

### يناير
- 4 يناير – بيلي تومسون (مواليد 1923)
- 31 يناير – هاري هيل (مواليد 1916) درّاج طريق من المملكة المتحدة.

### مارس
- 2 مارس – كريس فينيجان (مواليد 1944) ملاكم من المملكة المتحدة.
- 10 مارس – بريان باري (مواليد 1936) فيلسوف من المملكة المتحدة.
- 18 مارس – ناتاشا ريتشاردسون (مواليد 1963)

### أبريل
- 12 أبريل – جون مادوكس (مواليد 1925)
- 18 أبريل – إدوارد جورج (مواليد 1938)
- 18 أبريل – ستيفاني باركر (مواليد 1987) ممثلة من المملكة المتحدة.
- 22 أبريل – كليف كورفيس (مواليد 1927)

### مايو
- 6 مايو – سيريل والكر (مواليد 1939)
- 20 مايو – لوسي جوردون (مواليد 1980)
- 25 مايو – بيلي باكستر (مواليد 1939) لاعب كرة قدم اسكتلندي.
- 27 مايو – كليف غرانجر (مواليد 1934)
- 31 مايو – ميلفينا دين (مواليد 1899) عالمة رسم خرائط من المملكة المتحدة.

### يونيو
- 30 يونيو – بيرتن جونسون (مواليد 1916) لاعب ومدرب كرة قدم إنجليزي.

### يوليو
- 2 يوليو – ديفيد مورلي (مواليد 1923)
- 18 يوليو – هنري ألينغهام (مواليد 1896)
- 19 يوليو – هنري سورتيس (مواليد 1991)
- 31 يوليو – بوبي روبسون (مواليد 1933) لاعب كرة قدم إنجليزي.
- 31 يوليو – هاري آلان تاورز (مواليد 1920) منتج أفلام بريطاني.

### أغسطس
- 8 أغسطس – موريل كينيت ويلز (مواليد 1913) عالمة حساب أيرلندية كندية.

### سبتمبر
- 17 سبتمبر – بيتر شو غرين (مواليد 1920)

### أكتوبر
- 25 أكتوبر – ليزلي جيديس (مواليد 1921) مهندس بريطاني.

### نوفمبر
- 16 نوفمبر – إدوارد وودوارد (مواليد 1930) ممثل إنجليزي.
- 18 نوفمبر – ألبرت كرو (مواليد 1927) فيزيائي أمريكي.

### ديسمبر
- 2 ديسمبر – إيريك وولفسن (مواليد 1945)
- 3 ديسمبر – سام سالت (مواليد 1940)